# Susan Fowler
Pour les articles homonymes, voir Fowler.
Susan Joy Fowler Rigetti (née Fowler le 17 avril 1991) est une écrivaine américaine. Elle est une ingénieure en logiciel connue pour son rôle dans l'influence des changements institutionnels dans la façon dont les entreprises d'Uber et de la Silicon Valley traitent le harcèlement sexuel. Sa célébrité commerciale a conduit à des contrats de livres et de films hollywoodiens basés sur son expérience. Initialement scolarisée à la maison dans l'Arizona rural, Susan Fowler a étudié la physique à l'université de Pennsylvanie.
Elle a travaillé dans deux start-ups technologiques avant de rejoindre Uber fin 2015. Début 2017, elle écrit un article de blog sur le harcèlement sexuel au sein de l'entreprise qui est largement partagé dans les médias. Cette polémique lancée par Susan Fowler révèle le harcèlement sexuel et la culture sexiste d’Uber et conduit à l'éviction du fondateur et PDG d'Uber, Travis Kalanick.
Elle dirige un club de lecture scientifique et a écrit un livre sur les microservicess. Fowler a été la rédactrice en chef d'une publication trimestrielle de la société de traitement des paiements Stripe et a également été rédactrice d'opinion technologique au New York Times.

## Biographie
Susan Fowler a grandi avec sa famille dans la campagne de Yarnell, en Arizona. Elle est la deuxième fille d'une fratrie de sept enfants. Son père était prédicateur évangélique des Assemblées de Dieu et vendeur de téléphones payants, et sa mère était mère au foyer et s'occupait de scolariser ses enfants à la maison. Susan Fowler se souvient avoir eu peu de direction dans son éducation de par sa scolarisation à la maison, et occupait ses après-midi en se rendant souvent à la bibliothèque afin d'essayer de s'éduquer sur certains sujets par elle-même. Elle décide d'étudier les sciences et les mathématiques par ses propres moyens pour maintenir son niveau scolaire. À l'âge de 11 ans, elle obtient son premier emploi chez Spider Pharm et elle se passionne également pour la pratique du violon.

### Études et vie privée
Susan Fowler s'est préparée à passer les examens d'entrée à l'université sans avoir complètement suivi le cursus scolaire du lycée et a été acceptée avec une bourse complète à université d'État de l'Arizona aux États-Unis. Elle souhaitait y poursuivre des études en astronomie, cependant, son manque de prérequis scolaire du lycée l'a empêchée d'étudier les mathématiques et la physique. Susan Fowler a donc été transférée à l'université de Pennsylvanie.
Elle a travaillé comme assistante de recherche en physique pendant ses études à l'université de Pennsylvanie, mais a été expulsée après s'être liée d'amitié avec un camarade nommé Tim. Lorsque Tim est devenu suicidaire, Susan Fowler a essayé de demander de l'aide, mais l'université l'a accusée d'être la cause de l'état suicidaire de son ami et a tenté de retirer Susan des cours qu'ils partageaient. L'université a également pris la décision d'annulé sa maîtrise universitaire. Elle a envisagé de poursuivre  l'université de Pennsylvanie en justice, mais a décidé d'aller de l'avant et continuer sa vie. Susan Fowler explique que cet incident l'a ensuite aidée à prendre la décision de dénoncer Uber. Elle a finalement obtenu un diplôme en physique à l'université de Pennsylvanie et un diplôme en sciences informatiques à l'université Stanford.

## Carrière

### Plaid
Susan Fowler était ingénieure de plate-forme dans la société de technologie financière Plaid (en) au début de 2015, où elle a appris que ses pairs masculins recevaient 50 000 $ de plus qu'elle.

### PubNub
Susan Fowler a ensuite rejoint la société d'infrastructure de données PubNub (en) en tant qu'ingénieure DevOps plus tard en 2015, où son patron a fait des déclarations qui ont amené Susan Fowler à déclarer qu'il détestait profondément et passionnément les femmes.

### Uber
Fowler a rejoint Uber en tant qu'ingénieure en fiabilité du site en novembre 2015.
En février 2018, Susan Fowler a écrit un article de blog de 3 000 mots dénonçant le harcèlement sexuel chez Uber,. Ses déclarations décrivent une culture de travail hostile pour les employées d'Uber et un climat misogyne et sexiste au sein de la boite. Elle raconte comment les ressources humaines de l'entreprise ont refusé de réprimander son ancien directeur, qui lui avait activement proposé des relations sexuelles. L'histoire a été partagée plus de 22 000 fois sur le réseau social Twitter et a suscité une polémique au sein de l'entreprise. Les sondes externes et les médias se sont emparés de l'affaire et ont dépeint un tableau péjoratif de l'entreprise face aux accusations de harcèlement sexuel, de sexisme et de misogynie. Les retombées de cette affaires ont finalement forcé le fondateur et PDG d'Uber, Travis Kalanick, à démissionner, et ont engendré une réaction ultérieure contre le harcèlement sexuel dans la Silicon Valley, ainsi que le retrait des investisseurs technologiques Dave McClure (en) et Justin Caldbeck,.
Le rôle de Susan Fowler dans le changement et remaniement de l'entreprise Uber a fait d'elle une célébrité dans le monde des affaires. Elle a reçu des contrats de livres et de films hollywoodiens et continue de travailler à la législation et à la protection des femmes sur leur lieu de travail. En août 2017, elle a demandé à la Cour suprême des États-Unis de tenir compte de son expérience dans sa décision sur la possibilité pour les employés de renoncer aux droits aux litiges collectifs dans leurs contrats de travail.

### Journalisme
En avril 2017, Susan Fowler rejoint la société de traitement des paiements Stripe en tant que rédactrice en chef d'une nouvelle publication trimestrielle appelée Increment. Elle fonde également un club de lecture scientifique en ligne, Susan's Book Club, et publie un livre sur les microservicess.
En juillet 2018, Fowler est embauchée par le magazine américain The New York Times en tant que rédactrice d'opinion, écrivant des articles d'opinion sur des sujets technologiques. Elle est basée à San Francisco.

## Distinctions
Qualifiée comme «Silence Breaker» après ses révélations sur Uber, Susan Fowler a été nommée personne de l'année 2017 par le magazine américain The New York Times, aux côtés d'autres «Silence Breakers» comme Rose McGowan, Taylor Swift, Alyssa Milano, Tarana Burke et Ashley Judd, des femmes qui ont dénoncé des agressions sexuelles et comportements misogynes dans de nombreux domaines,. The Financial Times l'a également choisie comme personne de l'année en 2017. Le magazine Vanity Fair l'a nommée parmi leur liste 2017 des meilleurs leaders commerciaux et culturels. En 2018, elle est récompensée et reçoit un Webby Award.

## Vie privée
Susan Fowler a épousé Chad Rigetti, le fondateur de Rigetti Computing (en), en 2017 et porte désormais le nom de Susan Fowler Rigetti. Ils ont fondé une famille ensemble et sont désormais parents.

## Publications
- Production-Ready Microservices (2016), Building Standardized Systems Across an Engineering Organization, O'Reilly Media, Inc, 10, 3133662[19].
- « Whistleblower: My journey to Silicon Valley and fight for justice at Uber ». TLS. Times Literary Supplement, (6129)[20].

### Notices dans des manuels de référence
- Horowitz, M. A., & Feinstein, N. (2023). Feminism and Networked Individual Activism. Stories of Feminist Protest and Resistance: Digital Performative Assemblies, 195.